# À travers la poussière
Pour plus de détails, voir Fiche technique et Distribution.
À travers la poussière (Parinawa la ghobar) est un film français réalisé par Shawkat Amin Korki en 2006 et sorti en 2009.

## Synopsis
Pendant la guerre en Irak, Azad et Rashid ont pour mission de procurer du ravitaillement à leur troupe kurde. Sur la route, ils trouvent un enfant âgé de 5 ans. Azad, qui a perdu son jeune frère dans cette guerre, veut le ramener chez lui. Rashid est contre, et lui qui déteste profondément le dictateur irakien, découvre que le petit garçon s'appelle Saddam.

## Fiche technique
- Titre : À travers la poussière
- Titre original : Parinawa la ghobar
- Réalisation et Scénario : Shawkat Amin Korki
- Production : Hasan Ali et Shawkat Amin Korki
  - Producteur associé : Nechirvan Argoshi
  - Producteur exécutif : Turaj Aslani
- Musique originale : Mohammad Reza Darvishi
- Photographie : Turaj Aslani
- Montage : Ebrahim Saeedi
- Costumes : Fakher Sherwani
- Son : Behroz Shahamat et Mohammad Shahverdi
- Sociétés de Production : Arc-en-Ciel Films et Narin Film
- Pays de production :  France,  Irak
- Durée : 76 minutes
- Année de production : 2006
- Dates de sortie : 
  - Égypte : 2 décembre 2006 (Première au Festival international du film du Caire)
  - France : 15 avril 2009

## Distribution
- Adil Abdolrahman
- Ayam Akram
- Hossein Hasan
- Ahlam Najat
- Aba Rash
- Rizgar Sedi